# Научная библиотека Львовского национального университета имени Ивана Франко

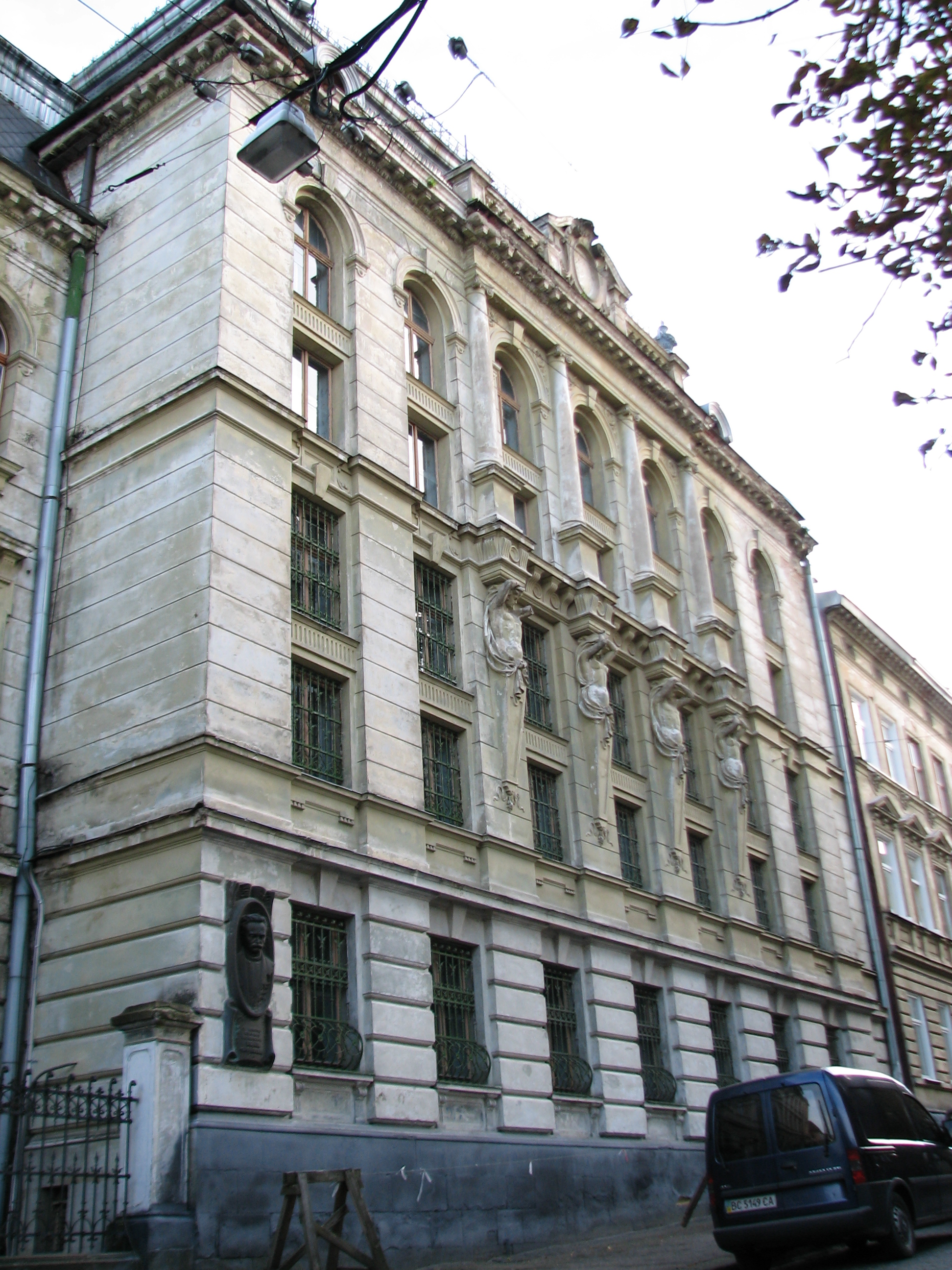
Книгохранилище библиотеки

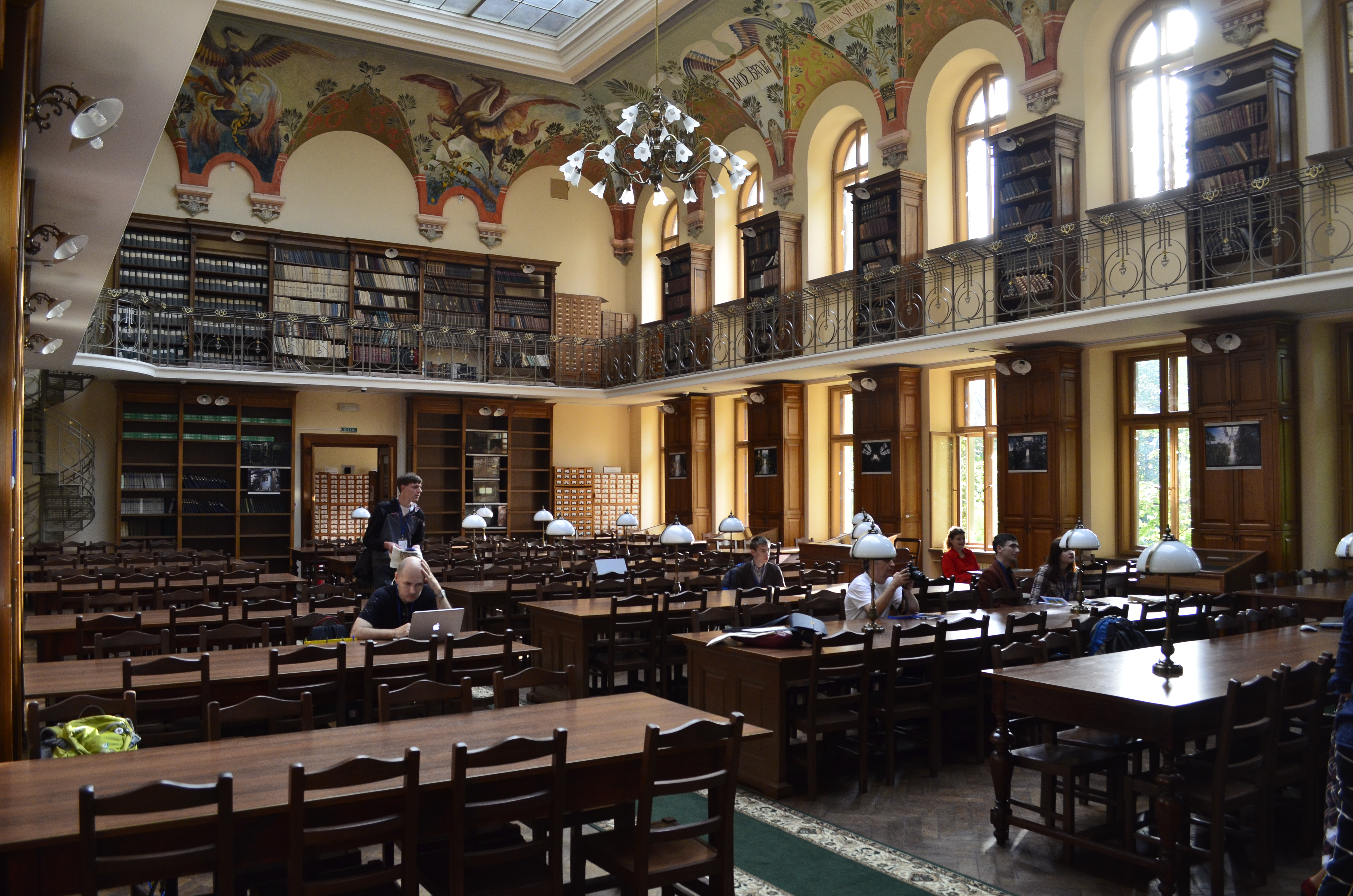
Большой читальный зал

Научная библиотека Львовского национального университета имени Ивана Франко (укр. Наукова бібліотека Львівського національного університету імені Івана Франка) — главная научная библиотека университета, одна из крупнейших и старейших научных библиотек Украины с фондом более 3 млн томов. Она была основана в 1608 году в качестве библиотеки Львовского иезуитского коллегиума. Нынешним её директором является историк-медиевист Василь Кметь.

## Фонды
Фонды библиотеки составляют более трёх миллионов книг, 120 тысяч из них являются уникальными старопечатными книгами и рукописями, старейшая из которых датирована XIII веком. Фонды подразделяются на семь структурных групп:
- Фонд отдела украиники
- Фонд рукописных, старопечатных и редких изданий
- Фонд периодических изданий
- Фонд научно-библиографического отдела
- Фонд книгохранения
- Фонд учебной литературы
- Резервно-обменный фонд

В библиотеке Львовского университета хранятся уникальные издания и рукописи. В частности в фондах библиотеки есть книги из личной библиотеки французского кардинала Джулио Мазарини, французского короля Людовика XV, польского короля Сигизмунда II Августа, а также украинского гетмана Ивана Мазепы.
В конце XVIII века научная библиотека служила единственным государственным хранилищем документов Речи Посполитой. С ликвидацией тех или иных государственных и церковных учреждений их документы и книги передавались именно в эту библиотеку. Подобным же образом в фонды библиотеки пополнили старопечатные книги из 147 закрытых монастырей, в том числе и из Манявского скита.
С 1807 года библиотека получала обязательный экземпляр периодических и научных изданий, которые появлялись в стране. Это правило действовало до 1939 года, благодаря чему фонд периодики в этой библиотеке является крупнейшим в Украине.
В течение австрийского периода истории Львова фонды библиотеки комплектовались поступлениями с территории всей Австро-Венгрии.

### Отдел рукописных, старопечатных и редких изданий
Отдел рукописных, старопечатных и редких книг имени Ф. Ф. Максименко был основан в 1905 году и ныне насчитывает более 120 тысяч единиц хранения: рукописи, документы на пергаменте и инкунабулы, палеотипы, специализированные коллекции.
Решением Кабинета министров Украины от 21 октября 2008 года (№ 1345-р) фонд рукописных, старопечатных и редких книг Научной библиотеки Львовского национального университета имени Ивана Франко был включён в Государственный реестр научных объектов, составляющих национальное достояние.
По состоянию на 2010 год общее количество фонда отдела редких книг составляет 119 933 единиц хранения. Фонд отдела структурно подразделяется на 10 собраний:
- Коллекция рукописных книг и документов XI-XX вв.;
- Коллекция инкунабул (1454—1500 гг.);
- Коллекция палеотипов (1501—1550 гг.);
- Коллекция старопечатных книг (1551—1825 гг.);
- Коллекция графических и изобразительных изданий (XVII—XX вв.);
- Коллекция картографии (1511—2001 гг.);
- Коллекция военных печатей (1905—1945 гг.);
- Коллекция афиш (1816—1942 гг.);
- Коллекция периодики (XVIII—XX вв.);
- Коллекция редких книг XIX—XX вв.).

### Общая литература
- Наукова бібліотека Львівського національного університету ім. Івана Франка: Матеріали до енцикл. / ред.: С. Макарчук; упоряд.: Н. Швець. — Л.: ЛНУ ім. І. Франка, 2005. — 196 c.
- Наукова бібліотека Львівського державного університету ім. Івана Франка: Корот. довідн. — Л., 1959. — 41 с.
- Архівні установи України: Довідник / Автори-укладачі О. І. Алтухова, С. І. Андросов, Л. С. Анохіна та ін.; ред. кол. О. С. Онищенко, Р. Я. Пиріг, Л. А. Дубровіна та ін.; упоряд. Г. В. Боряк, С. Г. Даневич, Л. А. Дубровіна та ін.; Державний комітет архівів України, Міністерство культури і мистецтв України; Національна бібліотека України ім. В. І. Вернадського НАН України. — К., 2000. — С. 194—196.
- Archives and Manuscript Collections in the Microfiche / Ed. by P. Grimsted Kennedy. — Leiden, 1989. — Ser. 3: Soviet Ukraine and Moldavia.
- Ghwalewik E. Zbiory polskie: Archiwa, biblioteki, gabinety, galerje, muzea i inne zbiory pamiatek przeszlosci w ojczyznie i na obczyznie. — Warzsawa, 1926. — Т. 1. — S. 390—393.
- Les bibliothegues de Lwow: Apercu soimmaire / Direc. M. Eustache Gaberle. — Lwow, 1929. — P. 37—57.
- Dudik A. Archive im Konigreiche Galizien und Lodomerien. — Wien, 1867. — S. 111—124.
- Grimsted Kennedy P. Archives and Manuscript Repositories in the USSR. Ukraine and Moldavia. — Princeton, 1988. — B. 1. — P. 573—577.

### Специальные коллекции
- Романски С. Влахобългарски рукописи въ Львовската университетска библиотека // Периодическо списание на Българското книжевно дружество въ Софиа // 1910. — Т. 71, № 7/8. — С. 587—610. — [Окреме вид.: София, 1910. — 24 с.]
- Савченко А. Коллекция ибадитских рукописей Научной библиотеки Львовского государственного университета им. И. Я. Франко: Науч. докл. / АН УССР. Ин-т философии. — Препр. — К., 1988. — 19 с.
- Гаркавець О. Вірмено-кипчацькі рукописи в Україні, Вірменії, Росії: Кат.— К., 1993. — 328 с.
- Інкін В. Ф. Архів Самбірської економії // ЗНТШ. — 1996. — Т. CCXXXI: Праці Комісії спеціальних (допоміжних) історичних дисциплін. — С. 107—146.
- Люзняк М. Поширення української книги Товариством «Просвіта» на Лемківщині у 30-х роках XX ст. [Огляд фонду № 122, Товариство «Просвіта», ЛНБ НАН України] // Вісн. Львів. ун-ту. Сер. іст. — 1999. — Вип. 34. — С. 487—493.
- Люстрації королівщин українських земель XVI—XVIII ст.: Матеріали до реєстру рукоп. та друкованих текстів / Уклала Р. Майборода. — К., 1999. — 316 с.
- Швець Н. Історія формування картографічної збірки Наукової бібліотеки ЛДУ ім. І. Франка // Картографія та історія України: Зб. наук. праць. — Львів, 2000. — С. 234—235.

### Собрание инкунабул
- Denis M. Die Merkwürdigkeiten der k. k. garellischen öffentl. Bibliothek am Theresiano: In 2 Bd. Wien, 1780. Bd. 1. — S. 33—41;
- Bretschneider und G. van Swieten: Ein Beitrag zur Geschichte der Universitäts-Bibliothek in Lemberg // Mitt. ÖVfB 1906. — S. 11—30;
- Barwiński E. Katalog inkunabułów Biblioteki Uniwersyteckiej we Lwowie. Lw., 1912. VIII, 25 s., 3 tabl.;
- Piekarski K. Inkunabuły i Polonica XVI wieku w bibliotece Katedralnej we Lwowie // Silva rerum. — 1927. — T. 3, maj. — S. 69—72;
- Mękarski S. Drogocenny księgozbiór // Pion. — 1938. — Nr. 47;
- Jędrzejowska A., Kotula R. Katalog inkunabułów Biblioteki Uniwersyteckiej we Lwowie. Przybytki z lat 1923—1938. — Lwów, 1940;
- Максименко Ф. П. Першодруки (інкунабули) Наукової бібліотеки Львівського університету. Каталог. — Львів, 1958. — 32 с.;
- Triller E. O inkunabułach w zbiorach lwowskich // Rocz. bibl. — 1867. — Z. 1-2. — S. 183—185;
- Швець Н. Зведений каталог інкунабул, що зберігаються у бібліотеках та музеях Львова. — 2002 (рукопис);
- Kotula R. Ein bisher unbekannter Richenbach-Einband aus der Sammlung der Universitätsbibliothek in Lwów (Polen) // Archiv für Buchbinderei. 1939; № 39. — S. 79—81, 156—157;
- Швець Н. Примірник Краківського бревіарію 1498 р. у НБ ЛУ // Зб. Праць РРК, С. 41-62; НБ ЛНУ рук. 255 IV; Архів бібліотеки ф. 31, оп. 4, 226, 400/1.